# 658 г. пр.н.е.

## Събития

### В Азия

#### В Асирия
- Цар на Асирия е Ашурбанипал (669/8 – 627 г. пр.н.е.).[1]
- Шамаш-шум-укин (668 – 648 г. пр.н.е.) е цар на Вавилон и управлява като подчинен на своя брат Ашурбанипал.[2]

#### В Елам
- Цар на Елам е Темпти-Хума-ин-Шушинак (Теуман) (664 – 653 г. пр.н.е.).[3]

### В Африка
- Псаметих (664 – 610 г. пр.н.е.) управлява делтата на река Нил вероятно като номинален васал на Асирия.[4][5]
- Танутамун е цар на Куш (664 – 653 г. пр.н.е.) и номинален фараон на Горен Египет (664 – 656 г. пр.н.е.).[6][7]

### В Европа
- Тази година е една от приетите възможни години за основаване на Византион.[8] Другите възможни са 668,[8] 667[9] г. пр.н.е. и тези около тях.